# エジャリン・ジェームス
エジャリン・ジェームス（Edgerrin Tyree James [ˈɛdʒərɪn], 1978年8月1日 - ）は、アメリカ合衆国フロリダ州イモカリー出身のアメリカンフットボールの元選手である。ランニングバックとして、NFLの主にインディアナポリス・コルツで11年間プレーした。1999年、インディアナポリス・コルツに入団したルーキーイヤーから活躍し、1999年から2年連続でリーディングラッシャーになった。アリゾナ・カージナルスに移籍するまでの7シーズンの内、4シーズンでプロボウルに選出され、2020年にプロフットボール殿堂入りした。コルツ時代はペイトン・マニング、マービン・ハリソンとともに「トリプレッツ」を形成した。

## カレッジフットボール
ジェームスは地元の高校ではランニングバックの他にラインバッカー、プレースキッカーとしてもプレー、パレード誌のオールアメリカンに選ばれた。高校卒業後、フロリダ州のマイアミ大学に入学し、カレッジフットボールでプレーした。マイアミ大学は多くのプロフットボール殿堂入り選手を輩出する名門大学であるが、ジェームスは学校の歴史上最も成功したランニングバックの一人となった。
1998年にはチームメートのナジェ・ダベンポート、ジェームス・ジャクソンとともにThree headed Monster（3人の怪物的なランニングバック）と呼ばれた。この年彼はそれまでの大学記録を60年ぶりに更新する17タッチダウンをあげた。同年12月に全米2位のUCLAと対戦したオレンジボウルでは39回のランで大学記録となる299ヤードを獲得、49-42で勝利する原動力となった。
大学最終年には進級せず、ドラフトにアーリーエントリーを行った。
ジェームスがマイアミ大学で記録したラッシングヤードは歴代3位となり、2年連続1000ヤードを超えるラッシングヤードを記録した初めての選手となった。また先発出場がわずか17試合でありながら大学歴代2位の2.960ヤードを走った。ランレシーブ合計で35タッチダウンは歴代最多タイ、32タッチダウンランは歴代2位の記録となっている。また14試合で100ヤード以上を走った最初の選手となった。1シーズンのラッシングヤード大学記録も樹立したが、この記録は後にウィリス・マゲイヒーによって更新された。2009年4月、マイアミ大学のスポーツ殿堂入りを果たしている。

### 成績
|      |        |    | ラン | ラン  | ラン | ラン | レシーブ | レシーブ | レシーブ | レシーブ |
| 年   | チーム | GP | Att  | Yds   | Avg  | TD   | Rec      | Yds      | Avg      | TD       |
| ---- | ------ | -- | ---- | ----- | ---- | ---- | -------- | -------- | -------- | -------- |
| 1996 | Miami  | 7  | 71   | 446   | 6.3  | 2    | 6        | 90       | 15.0     | 0        |
| 1997 | Miami  | 10 | 184  | 1,098 | 6.0  | 13   | 19       | 250      | 13.2     | 1        |
| 1998 | Miami  | 11 | 242  | 1,416 | 5.9  | 17   | 17       | 255      | 15.0     | 2        |
| 通算 | 通算   | 28 | 497  | 2,960 | 6.0  | 32   | 42       | 595      | 14.2     | 3        |

## NFL

### インディアナポリス・コルツ

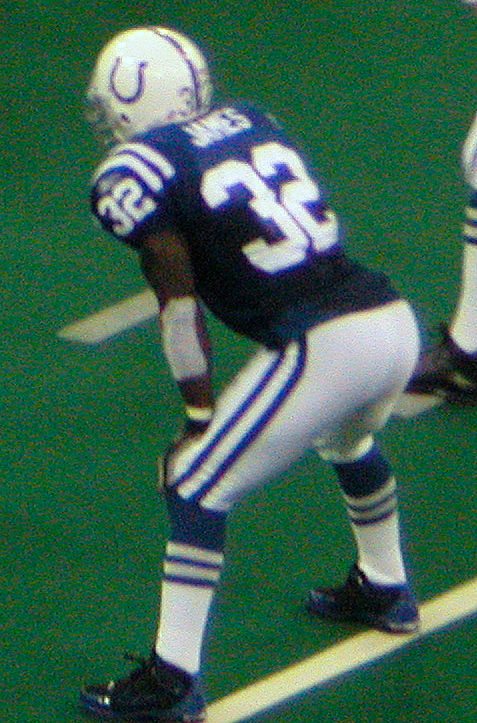
2004年

ジェームスは、1999年のNFLドラフトで1順目全体4位の指名をインディアナポリス・コルツから受け、NFL入りした。コルツはドラフト2日前にマーシャル・フォークをトレードでセントルイス・ラムズに放出した。コルツがジェームスを指名した時点で、同じランニングバックでハイズマン賞を受賞したリッキー・ウィリアムス（セインツが全体5位指名）を指名することが可能であったため、多くの評論家がこの指名が誤りであると指摘した。しかし、シーズンが始まるとジェームスは新人でありながら、リーディングラッシャーになる活躍をし、この指名が誤りでなかったことを証明した。この年、最優秀新人攻撃選手に選ばれた。新人でリーディングラッシャーになる選手はその後2016年シーズンのエジキール・エリオットまで現れなかった。
翌年もリーディングラッシャーになり、2001年シーズンにはエミット・スミス以来の3年連続リーディングラッシャーの期待がかかったが、第7週のカンザスシティ・チーフス戦で前十字靭帯断裂、シーズン絶望となる怪我を負い、6試合の出場に留まった。
負傷後は、2002年7月下旬のトレーニングキャンプでチームに合流した。
2003年11月のニューヨーク・ジェッツ戦でコルツ歴代リーディングラッシャーであるライデル・ミッチェルの記録を更新した。
怪我から完全に復調した2004年シーズンと2005年シーズンには、リーディングラッシャーになれなかったものの、1500ヤードを超えるラッシングヤードを記録した。
コルツからカージナルスに移籍した直後のシーズンにコルツが第41回スーパーボウルを制覇したため、ジェームスはコルツのスーパーボウル制覇に加わることはできなかった。しかし、チーム史上最高の9,226ヤードラッシングを記録したジェームスの功績から、オーナーがジェームスにもスーパーボウルリングを贈った。
2012年、インディアナポリス・コルツのRing of Honor入りを果たした。

### アリゾナ・カージナルス
2006年3月23日、ジェームスはアリゾナ・カージナルスと4年3000万ドルで契約した。カージナルスは前年ラン攻撃がリーグ最下位であった。カージナルスに移籍後も2006年、2007年と2年連続で1000ヤードラッシュを記録し、2007年にはコーリー・ディロンの引退に伴い、現役通算リーディングラッシャーになった。しかし、2008年シーズン、ケン・ウィゼンハントヘッドコーチがジェームスをパスプロテクターとして起用するプレーを多用したため、ボールキャリーの機会が激減し、ラッシングヤードが激減した。そのため、ジェームスは2009年シーズンから他チームに移籍することを表明した。この年第17週のシアトル・シーホークス戦で14回のランで100ヤードを走った。チームは1998年以来10年ぶりにプレーオフに進出、プレーオフ初戦で平均4.7ヤードを獲得、100ヤードを走った。カロライナ・パンサーズとのディビジョナルプレーオフでは57ヤードを走り、1タッチダウン、フィラデルフィア・イーグルスとのNFCチャンピオンシップゲームでは73ヤードを走りチームは32-25で勝利、第43回スーパーボウルに進出した。スーパーボウルでは9回のランで33ヤードを獲得、ピッツバーグ・スティーラーズに23-27で敗れた。

### シアトル・シーホークス
事実上の妻であり、4人の子供の母親であった恋人を2009年4月に癌で失ったジェームスは、2009年シーズン前のオフシーズンを子供と過ごし、NFLからのオファーを断り続けた。最終的には8月24日にシアトル・シーホークスと1年200万ドルで契約したが、契約時期が開幕直前となり、チームのトレーニングキャンプにも参加できなかった。チームはジェームスを迎え入れるロースター枠を空けるためにランニングバックのT・J・ダケットを解雇したが、ジェームスは往年のプレーをすることができず、11月3日に解雇された。この年自己ワーストとなる46回のランで125ヤードを獲得するにとどまった。
2011年7月26日、引退を表明した。

## 家族
再従兄のダーウィン・ジェームズもNFL選手で、ダーウィンの従兄のビンス・ウィリアムズとカルロス・ウィリアムズも元NFL選手である。

## 成績
| 備考 | 備考         |
| ---- | ------------ |
|      | リーグトップ |
| 太字 | 自己最高     |

| 年   | チーム | 試合 | 試合 | ラン  | ラン   | ラン | ラン | ラン | レシーブ | レシーブ | レシーブ | レシーブ | レシーブ |
| 年   | チーム | G    | GS   | Att   | Yds    | Avg  | Lng  | TD   | Rec      | Yds      | Avg      | Lng      | TD       |
| ---- | ------ | ---- | ---- | ----- | ------ | ---- | ---- | ---- | -------- | -------- | -------- | -------- | -------- |
| 1999 | IND    | 16   | 16   | 369   | 1,553  | 4.2  | 72   | 13   | 62       | 586      | 9.5      | 54       | 4        |
| 2000 | IND    | 16   | 16   | 387   | 1,709  | 4.4  | 30   | 13   | 63       | 594      | 9.4      | 60       | 5        |
| 2001 | IND    | 6    | 6    | 151   | 662    | 4.4  | 29   | 3    | 24       | 193      | 8.0      | 27       | 0        |
| 2002 | IND    | 14   | 14   | 277   | 989    | 3.6  | 20   | 2    | 61       | 354      | 5.8      | 23       | 1        |
| 2003 | IND    | 13   | 13   | 310   | 1,259  | 4.1  | 43   | 11   | 51       | 292      | 5.7      | 17       | 0        |
| 2004 | IND    | 16   | 16   | 334   | 1,548  | 4.6  | 40   | 9    | 51       | 483      | 9.5      | 56       | 0        |
| 2005 | IND    | 15   | 15   | 360   | 1,506  | 4.2  | 33   | 13   | 44       | 337      | 7.7      | 20       | 1        |
| 2006 | ARI    | 16   | 16   | 337   | 1,159  | 3.4  | 18   | 6    | 38       | 217      | 5.7      | 14       | 0        |
| 2007 | ARI    | 16   | 16   | 324   | 1,222  | 3.8  | 27   | 7    | 24       | 204      | 8.5      | 26       | 0        |
| 2008 | ARI    | 13   | 7    | 133   | 514    | 3.9  | 35   | 3    | 12       | 85       | 7.1      | 16       | 0        |
| 2009 | SEA    | 7    | 0    | 46    | 125    | 2.7  | 10   | 0    | 3        | 19       | 6.3      | 7        | 0        |
| 通算 | 通算   | 148  | 135  | 3,028 | 12,246 | 4.0  | 72   | 80   | 433      | 3,364    | 7.8      | 60       | 11       |